# Иридоид
Иридоидите са циклични монотерпеноиди, естествени вторични метаболити на някои растения, характеризиращи се с широк спектър от биологични ефекти (противовъзпалителни, противогъбични, понижаващи кръвното налягане, жлъчетворни и други).